# Brunvingad glansstare
Brunvingad glansstare (Onychognathus fulgidus) är en fågel i familjen starar inom ordningen tättingar.

## Utseende och läte
Brunvingad glansstare har glansigt svart kropp med rödbruna inslag i vingarna och tydligt lång stjärt. Honan liknar hanen men har gråare och mindre glansigt huvud. Lätena består av en blandning av gnissliga toner och skrockande ljud tudelade visslingar som hörs i flykten.

## Utbredning och systematik
Brunvingad glansstare delas in i tre underarter i två grupper:
- Onychognathus fulgidus fulgidus – förekommer på öarna Bioko och São Tomé i Guineabukten
- hartlaubii/intermedius-gruppen
  - Onychognathus fulgidus hartlaubii – förekommer från Sierra Leone till västra Sudan
  - Onychognathus fulgidus intermedius – förekommer i Gabon, Kongo, Demokratiska republiken Kongo och Angola

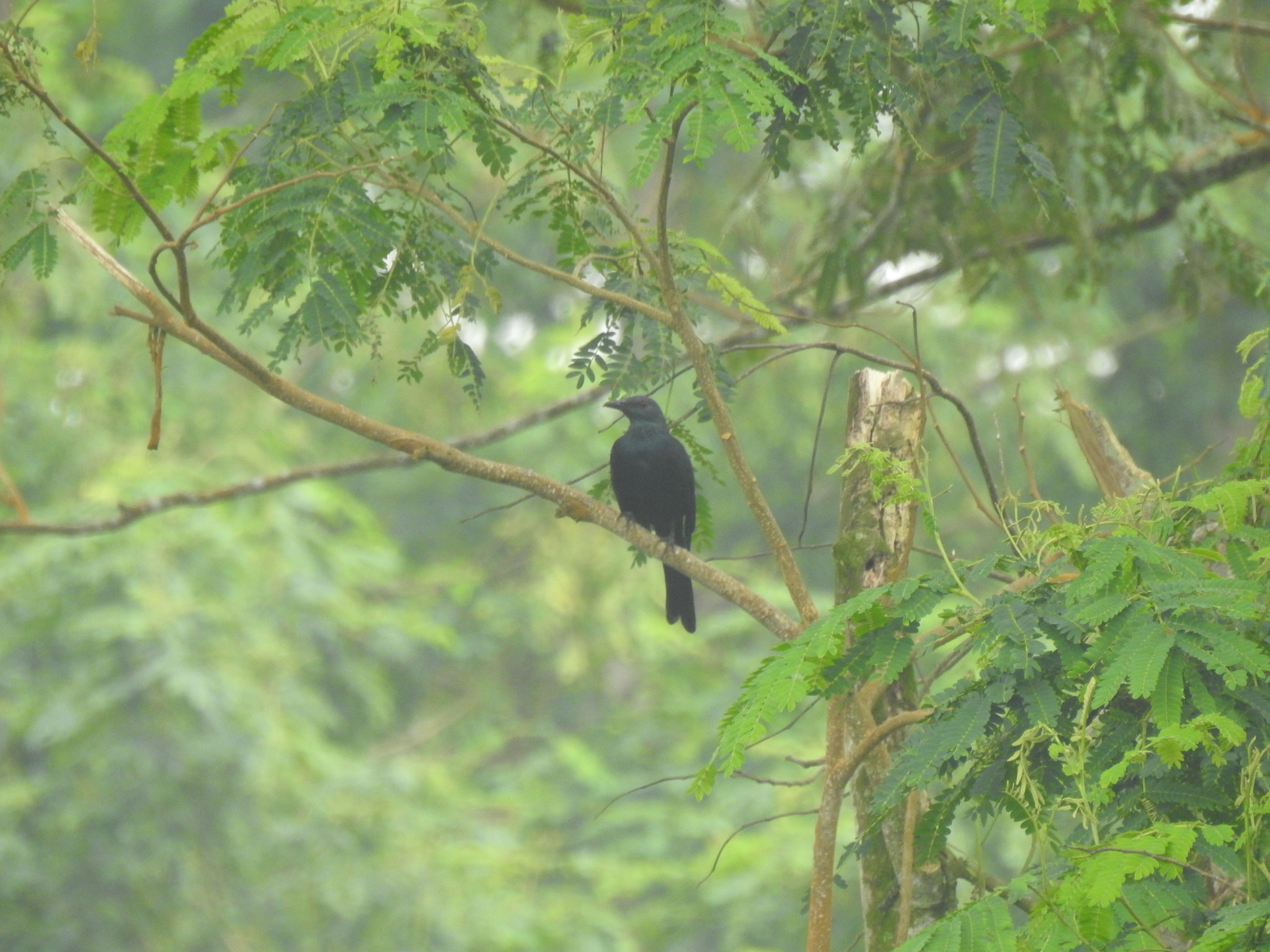
Rödvingad glansstare av nominatformen.

## Levnadssätt
Brunvingad glansstare hittas i låglänta skogar. Den ses ofta i trädtaket, framför allt i eller nära fruktbärande träd då den ofta födosöker tillsammans med andra starar.

## Status och hot
Arten har ett stort utbredningsområde, men tros minska i antal, dock inte tillräckligt kraftigt för att den ska betraktas som hotad. Internationella naturvårdsunionen IUCN listar arten som livskraftig (LC). Beståndet är relativt litet, uppskattat till 10 000 vuxna individer.